# 石田亞佑美
石田亞佑美（1997年1月7日—），日本女子偶像團體「早安少女組。」第十期成員，隸屬於演藝經紀公司UP-FRONT AGENCY旗下。
宮城縣出身，代表色為皇家藍，血型O型，身高153公分。
在團中以舞蹈見長，曾與九期成員鞘師里保擔任團內主要領舞。

## 個人簡歷
加入早安少女組｡前於STEPONE的女子團體 Dorothy Little Happy 擔任官方伴舞員。

### 2011年
- 5月8日，早安春季巡迴演唱會上宣布將舉行早安少女組。十期成員甄選。
- 9月29日，在日本武道館舉行的『コンサートツアー2011秋 爱BELIEVE～高桥爱 卒业记念スペシャル～』，宣布與飯窪春菜、佐藤優樹、工藤遙成為早安少女組。第十期成員[3]。

### 2012年
- 1月3日，與Hello! Project合作参演「数学♥女子学园」。
- 1月25日，發行出道曲第48單『ピョコピョコ ウルトラ』。
- 9月10日，モーニング娘。10期成员Offical Blog「天気组ブログ」開設。
- 10月15日，第八代隊長道重沙由美、田中麗奈、譜久村聖、飯窪春菜、石田亞佑美舉辦「早安少女組。世界握手會～帶著滿心的感謝～」握手活動。第一站為台灣，之後分別到曼谷、韓國、巴黎等舉行[4]。
- 10月16日，發表由早安少女組。的生田衣梨奈、石田亞佑美、佐藤優樹以及S/mileage的竹內朱莉組成SATOYAMA movement中的新組合「ハーベスト」，並將發行新單曲販售[5]。

### 2013年
- 7月15日，發行第一本個人寫真集『石田亜佑美』[6]。
- 8月7日，與生田衣梨奈、中島早貴、萩原舞及福田花音組成SATOUMI movement限定組合『HI-FIN（ハイ-ファン）』，發行新單曲[7]。
- 8月27日，於Youtube官方網站上釋出宣傳短片「1／娘。　モーニング娘。 石田亞佑美」[8]。
- 10月9日，初次在ハロ！ステ的solo環節上演唱「Be Alive」。
- 10月30日，再次於solo環節上演唱第49張單曲「恋愛ハンター」。

### 2014年
- 5月10日，發行第二本個人寫真集『shine more』。

### 2016年
- 6月27日，發行第三本個人寫真集『It's my turn』。

### 2017年
- 1月9日，2017年初最活躍且最受期待的新成人於niconico動畫節目中進行「新成人アワード2017」生放送，由LIDDELL與多玩國發表結果。獲得「大和撫子賞」。

### 2018年
- 1月30日，與ANGERME成員佐佐木莉佳子一同被任命為應援東北樂天金鷹的女性形象角色「イーグルスガール」。
- 12月31日，接任副隊長。

### 2024年
- 5月26日，宣布同年於早安少女組。畢業。[9]
- 12月6日，從早安少女組。畢業，在橫濱體育館進行畢業公演。

## 人物
- 身高僅153公分左右，為在籍時團中比較嬌小的三位成員之一(另兩位是小田櫻與橫山玲奈)。
- 第一位東北地方(宮城縣)出身的成員，但是平常並不太講東北腔。
- 喜歡吃西瓜。
- 平時使用隱形眼鏡，待在家中時會戴眼鏡。
- 在學時曾加入手球隊。
- 傳言指出不太有時尚概念，曾被前輩田中麗奈於演唱會上說過「私服がダサい(私服品味很差)」，後來在MORNING MUSUME。'17 DVD Magazine Vol.104中成功為自己平反[10]。
- 個性十分強烈，與同期的工藤遙都是屬於心直口快的類型。
- 徵選時與同樣性格的工藤感到相當的契合，所以曾說過希望兩個人能一起合格。
- 尊敬的早安家族前輩為鈴木愛理。
- 擅長舞蹈，與鞘師里保為團中的主要領舞，兩人曾在節目中與Fairies尬舞[11]。
- 曾代替腳傷的宮本佳林錄製Juice=Juice第二張單曲《イジワルしないで 抱きしめてよ》的MV舞蹈版本。
- 有個哥哥，兄妹之間的關係非常的平常。
- 在仙台的巡迴公演時，母親送來大量的麵包。
- 父親的老家在長野。
- 在早安少女組。歷時十三年，與佐藤優樹一同成為第七、八位在籍超過十年的成員，不過隔年就獨自成為第四個在籍突破十一年的成員了。
- 畢業年紀(27.91)打破初代隊長中澤裕子高懸超過23年的隊史最高紀錄(27.82)，2025年被生田衣梨奈以28歲打破。

## 出演

### TV
- 数学♥女子学园（2012年1月11日 - 3月28日、日本テレビ）－神南瑠菜 役。
- 44歳のチアリーダー!!（2015年12月20日、NHK BSプレミアム） - 大野愛 役

### 番組
- ハロプロ!TIME（2011年4月21日～2012年5月31日、テレビ東京）
- ハロー!SATOYAMAライフ（2012年6月21日～2013年12月27日、テレビ東京）
- The Girls Live（2014年1月9日～、テレビ東京）

### Radio
- モーニング娘。のモーニング女学院～放课後ミーティング～ （2012年 -　ラジオ日本)

### DVD
- 「Greeting ～石田亜佑美～」（2012年8月、zetima）
- アロハロ! モーニング娘。9・10期 DVD（2013年1月16日、アップフロントワークス(ゼティマ)）
- 「AYUMI in GUAM」（2013年8月14日、zetima）
- 「It's a Beautiful Day」（2016年7月27日、zetima）

### 舞台．音樂劇
- ステーシーズ 少女再殺歌劇（2012年6月6日 - 12日、全労済ホール スペース・ゼロ)　砂也子　役
- 「ごがくゆう」（2013年6月12日～6月17日、新宿紀伊國屋サザンシアター；6月22日～6月23日大阪シアターBRAVA!）
- LILIUM-リリウム 少女純潔歌劇（2014年6月5日 - 2014年6月15）　チェリー　役
- TRIANGLE-トライアングル（2015年6月18日 - 2015年6月28日）　サクラ　役
- 続・11人いる! 東の地平・西の永遠（2016年6月11日・12日、京都劇場、6月16日 - 26日、サンシャイン劇場）　東：タダ　西：フォース　役
- 演劇女子部「ファラオの墓」（2017年6月2日～6月11日、サンシャイン劇場）－　太陽の神殿編：スネフェル　砂漠の月編：サライ　役
- 演劇女子部「ファラオの墓〜蛇王・スネフェル〜」（2018年6月1日-6月10日、サンシャイン劇場、2018年6月15日-6月17日、大阪メルパルクホール）－スネフェル 役

### 雜誌
- 「JUNON 」（2013年1月23日）
- 「G(グラビア)ザテレビジョン Vol.25 」（1月28日）
- 「ENTAME (エンタメ) 2013年 03月号」
- 「BIG ONE GIRLS NO.020」
- 「ENTAME (エンタメ)」（2014年1月号）
- 「週刊少年マガジン」（2014年1月29日）
- 「B.L.T.」（4月24日）
- 「smart」（4月24日）
- 「日経エンタテイメント！」（2017年3月4日）

## 書籍
- モーニング娘。 15th Anniversary Photobook ZERO（2013年9月30日）
- モーニング娘。天気組BOOK（2013年12月1日）

## 寫真集
團體
- 2012年9月10日 - モーニング娘。9・10期 1st official Photo Book（ワニブックス）
- 2013年1月16日 - 「アロハロ！モーニング娘。10期メンバー寫真集」（キッズネット、攝影：河野英喜）

個人
- 2013年7月15日 - 『石田亜佑美』（ワニブックス、攝影：中山雅文）
- 2014年5月10日 - 『shine more』（ワニブックス、攝影：樂滿直城）
- 2016年6月27日 - 『It's my turn』（ワニブックス、攝影：熊谷貫）

## 所屬團體組合
- 早安少女組。（2011年9月29日～）
- 「ハーベスト」（SATOYAMA movement）（2012年～）
- 『HI-FIN（ハイ-ファン）』（SATOUMI movement）（2013年～）

## 外部連結
- モーニング娘。Hello!Project （页面存档备份，存于）
- モーニング娘。Official YouTube Channel （页面存档备份，存于）
- モーニング娘。天氣組オフィシャルブログ （页面存档备份，存于）
- 石田亞佑美Instagram （页面存档备份，存于）